# Sentiero Ezio Nicoli
Il Sentiero Ezio Nicoli è un sentiero per escursionisti esperti tracciato nel versante sud del Monviso. Ripercorre il percorso di avvicinamento alla montagna compiuto dai primi salitori della montagna.
Il sentiero così descritto è stato inaugurato nel settembre del 2011 dal CAI sezione di Saluzzo. È intitolato al saluzzese Ezio Nicoli, autore tra il resto del libro dal titolo Monviso. Il Re di Pietra nel quale descrive la montagna e la sua storia.

## Descrizione

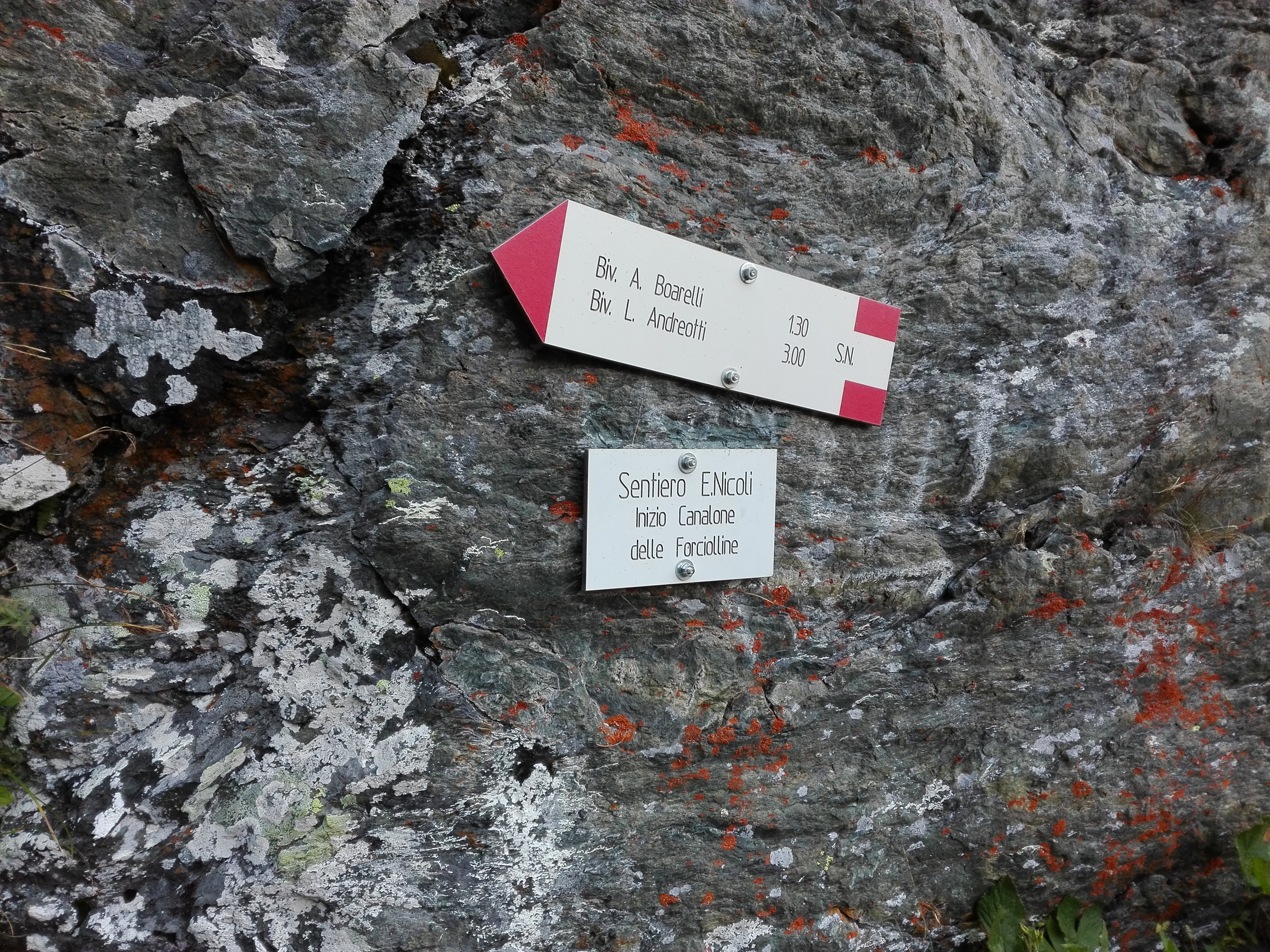
Targa posta all'inizio del canale delle Forciolline.

Il sentiero inizia dal Vallone di Vallanta dove è tracciato il sentiero che da Castello, frazione di Pontechianale conduce al Rifugio Vallanta. Termina al Bivacco Andreotti da dove inizia la Via normale del Monviso. Percorre il Vallone delle Forciolline.
Il sentiero dapprima si sviluppa per prati e per bosco inoltrandosi nella parte bassa del vallone delle Forciolline. Risale poi il canale delle Forciolline con alcuni salti di roccia attrezzati. Superato il canale costeggia il Lago delle Forciolline dove si trova il Bivacco Boarelli. Lasciato il bivacco costeggia ancora il lago con una cengia detta Cengia dei Camosci e risale il vallone fino ad incontrare il sentiero che dal passo delle Sagnette sale al Bivacco Andreotti.